# Mahau Suguimati
Mahau Camargo Suguimati (* 13. November 1984 in São Miguel do Araguaia) ist ein brasilianischer Hürdenläufer, der sich auf die 400-Meter-Distanz spezialisiert hat.

## Sportliche Laufbahn
Erste Erfahrungen bei internationalen Meisterschaften sammelte Mahau Suguimati im Jahr 2007, als er bei den Panamerikanischen Spielen in Rio de Janeiro in 49,63 s den siebten Platz über 400 m Hürden belegte. Im Jahr darauf siegte er in 50,07 s bei den Ibero-Amerikanischen Meisterschaften in Iquique und qualifizierte sich auch für die Teilnahme an den Olympischen Spielen in Peking, bei denen er mit 50,16 s im Halbfinale ausschied. 2009 klassierte er sich bei den Südamerikameisterschaften in Lima mit 51,50 s auf dem vierten Platz und anschließend scheiterte er bei den Weltmeisterschaften in Berlin mit 51,05 s in der ersten Runde. 2010 gewann er in 49,87 s die Bronzemedaille bei den Ibero-Amerikanischen Meisterschaften in San Fernando hinter dem Kubaner Omar Cisneros und Andrés Silva aus Uruguay. Im Jahr darauf gewann er dann in 51,11 s die Silbermedaille bei den Südamerikameisterschaften in Buenos Aires hinter dem Uruguayer Andrés Silva und anschließend schied er bei den Weltmeisterschaften in Daegu mit 50,89 s im Halbfinale aus. Ende Oktober wurde er dann in 49,61 s Fünfter bei den Panamerikanischen Spielen in Guadalajara. 2013 siegte er in 49,86 s bei den Südamerikameisterschaften in Cartagena und schied dann bei den Weltmeisterschaften in Moskau mit 50,27 s erneut im Halbfinale aus. Im Jahr darauf nahm er an den Südamerikaspielen in Santiago de Chile teil und gewann dort in 50,47 s die Bronzemedaille hinter Andrés Silva und dem Venezolaner Lucirio Francisco Garrido. Anschließend gewann er auch bei den Ibero-Amerikanischen Meisterschaften in São Paulo die Bronzemedaille, diesmal hinter Andrés Silva und Eric Alejandro aus Puerto Rico.
2015 belegte er bei den Panamerikanischen Spielen in Toronto in 49,68 s den siebten Platz und im Jahr darauf nahm er erneut an den Olympischen Spielen in Rio de Janeiro teil und gelangte dort bis in das Halbfinale, in dem er mit 49,77 s ausschied. 2019 erreichte er bei den Südamerikameisterschaften in Lima nach 51,15 s Rang fünf und gewann mit der brasilianischen 4-mal-400-Meter-Staffel in 3:04,13 min gemeinsam mit Lucas Carvalho, Alison dos Santos und Anderson Henriques die Silbermedaille hinter dem Team aus Kolumbien. 2021 siegte er dann bei den Südamerikameisterschaften in Guayaquil in 51,25 s zum zweiten Mal über 400 m Hürden. Im Jahr darauf belegte er bei den Ibero-Amerikanischen Meisterschaften in La Nucia in 52,90 s den siebten Platz über die Hürden und gelangte mit der Staffel mit 3:10,12 min auf Rang fünf. Anschließend schied er bei den Weltmeisterschaften in Eugene mit 52,43 s in der ersten Runde aus.
In den Jahren 2008 und 2009 sowie 2012 und 2013 wurde Suguimati brasilianischer Meister im 400-Meter-Hürdenlauf sowie 2013 auch in der 4-mal-400-Meter-Staffel.

## Persönliche Bestzeiten
- 400 Meter: 46,21 s, 8. Oktober 2012 in Gifu
- 400 m Hürden: 48,67 s, 3. Oktober 2009 in Niigata